# Kududarahal, Siruguppa
Kududarahal là một làng thuộc tehsil Siruguppa, huyện Bellary, bang Karnataka, Ấn Độ.